# 中国—巴西关系
中國—巴西關係（葡萄牙語：Relações entre Brasil e China）是中國與巴西之間的雙邊外交關係。兩國於1974年8月15日正式建交，從此見證了兩國在各個領域上的關係發展順利，兩國之間在經濟及政治上的關係日益增長。

## 歷史
巴西與中國的早期會合可追溯至16世紀，當時巴西与中国澳门皆為葡萄牙殖民地，葡萄牙也曾開闢遠洋航線來往於澳門和巴西。在18世紀末，巴西曾在澳門擁有煙草貿易。19世紀，在土生葡人市政議員拉斐爾·博達杜·德·阿爾梅達 (Rafael Botadode Almeida) 協助下，巴西引入了产自中國的荔枝和樟樹。1812年，當時紮根於巴西的葡萄牙瑪麗亞一世曾经招聘中國勞工前往巴西首都里約熱內盧附近種植茶葉。1881年，巴西与清朝建立公使级外交关系。1900年，一群中國移民定居於聖保羅。1909年，巴西与清朝互派公使。
1913年4月，巴西成为第一个承认中华民国的国家。1949年后中华民国政府迁台，巴西政府和中华民国政府保持作为中国与巴西的外交关系。直到1974年重新与中华人民共和国政府建立作为中国与巴西的外交关系。
2010年，第二次金磚四國峰會於巴西舉行，計劃加強中巴於政治和貿易相關議題和能源、礦業、金融服務和建築的合作。2011年4月，巴西总统迪尔玛·罗塞夫对中国进行国事访问。2012年，中国与巴西宣布将双边关系提升至全面战略伙伴关系。
2023年3月，巴西总统卢拉原计划3月26日访华，但因卢拉感染甲流引发肺炎推迟访华计划。4月12日，卢拉抵达上海，开始为期4天的行程。 4月13日，卢拉在上海参加巴西前总统迪尔玛·罗塞夫担任新开发银行行长的就职典礼。2023年04月14日，中巴两国发表《中华人民共和国和巴西联邦共和国关于深化全面战略伙伴关系的联合声明》。

## 經貿關係
中國於2009年成為巴西的最大貿易伙伴。巴西主要向中国出口大豆、铁矿砂、牛肉、鸡肉、咖啡等大宗商品。在航天、新能源、农产品、建设、矿产、石油开发方面也有密切的合作。
巴西和中國是一個名為金磚國家的經濟組織成員，該組織還由俄羅斯、印度和南非組成。中國貢獻了總運營預算的41%。巴西貢獻了18%的運營預算。雙方同意增加新興市場和發展中市場之間的貿易。
据巴西政府统计，2017年中巴双边贸易额达到750亿美元。自2003年至2018年，中国在巴西投资了至少1,240亿美元，主要集中在石油、采矿和能源领域。截至2019年4月的一年內，中國從巴西進口7,100萬噸大豆。在2018年，中國（包括香港）是巴西牛肉的最大進口地，佔該年巴西牛肉出口量的44%。
2023年2月7日中国人民银行与巴西中央银行签署了在巴西建立人民币清算安排的合作备忘录，巴西人民币清算安排的建立，预示着未来中巴两国企业和金融机构能使用人民币进行跨境交易，有利于进一步促进两国的双边贸易和投资。2023年3月29日，巴西政府正式宣布已与中国达成协议，之後将可以不使用美元作为中间货币，而是使用本币进行贸易结算。2023年3月31日，巴西中央银行宣布，人民币超过欧元成为该国第二大国际储备货币。

## 援助
2020年巴西新冠疫情爆发以来，中国政府援助巴西多批医疗物资。

## 文化和人員交流
2007年6月巴西演员卢塞莉亚·桑托斯（著名巴西电视剧女奴的主演）与中国合作拍摄的电影《电影爱在地球的另一端》在中国四川开机。
2008年圣保罗市政府联合巴西华人协会创办了为时45天的大型奥运体育主题活动《北京之家》Casa de Beijing.
2022年4月巴西帕拉伊巴联邦大学同中国辽宁大学签署《学术合作总协议》。
2024年2月19日起，中巴两国将自互为以商务、旅游、探亲为入境目的的对方国家公民颁发有效期最长为10年、可多次入境、每次停留不超过90日的签证。

## 外部連結

### 使領館網站
| - 中國駐巴西大使館官方網站（简体中文）（葡萄牙文） - 中國駐巴西大使館經濟商務處官方網站（简体中文） - 中國駐聖保羅總領事館官方網站（简体中文）（葡萄牙文） - 中国驻圣保罗总领事馆经贸之窗官方网站（简体中文） - 中國駐里約熱內盧總領事館官方網站（简体中文）（葡萄牙文） - 中国驻里约热内卢总领事馆经贸之窗官方网站（简体中文） - 中国驻累西腓总领事馆官方网站（简体中文）（葡萄牙文） | - 巴西駐華大使館官方網站（简体中文）（英文）（葡萄牙文） - 巴西駐上海總領事館官方網站（简体中文）（英文）（葡萄牙文） - 巴西駐廣州總領事館官方網站（简体中文）（英文）（葡萄牙文） - 巴西駐香港總領事館官方網站（英文）（葡萄牙文） |

- The Sino-Brazilian Principles in a Latin American and BRICS Context: The Case for Comparative Public Budgeting Legal Research（页面存档备份，存于） Wisconsin International Law Journal, 13 May 2015 （英文）